# Farneren
Farneren är en bergstopp i Schweiz.   Den ligger i distriktet Entlebuch och kantonen Luzern, i den centrala delen av landet, 50 km öster om huvudstaden Bern. Toppen på Farneren är 1 572 meter över havet, eller 312 meter över den omgivande terrängen. Bredden vid basen är 2,8 km.
Terrängen runt Farneren är huvudsakligen kuperad, men söderut är den bergig. Närmaste större samhälle är Schüpfheim, 2,7 km nordväst om Farneren. 
I omgivningarna runt Farneren växer i huvudsak blandskog. Runt Farneren är det ganska glesbefolkat, med 30 invånare per kvadratkilometer.